# 埃皮纳勒站
埃皮纳勒站是法国的一个铁路车站，位于法国东北部城市，孚日省的省会埃皮纳勒。

## 位置
埃皮纳勒站位于埃皮纳勒市区的西部，老城区西北。车站大致呈南北走向，开口朝东。

## 车站历史
埃皮纳勒站建成于1857年，由法国东部铁路公司修建和运营，拿破仑三世曾亲自为参与剪彩仪式，其第一班由埃皮纳勒开往巴黎的列车耗时9小时45分钟。20世纪初，埃皮纳勒有轨电车曾经过埃皮纳勒站门口，但在一战时期即被损毁。二战时期，埃皮纳勒站的站房受到严重破坏，新的站房于1956年6月24日建成并使用至今。2007年，随着法国高速铁路东线一期工程的竣工，连接埃皮纳勒和巴黎之间的直达TGV列车也随之开通，其全程耗时仅2小时16分钟。

## 停靠线路
以下列车线路在埃皮纳勒站停靠：
| 埃皮纳勒站列车线路表   |      |          |                 |              |
| 线路                   | 车种 | 上一站   | 下一站          | 大致运行频率 |
| 巴黎—勒米尔蒙          | TGV  | 南锡     | 勒米尔蒙        | 每天2~3趟    |
| 南锡—埃皮纳勒/勒米尔蒙 | TER  | 塔翁     | （终点）/阿尔什 | 每天13~25趟  |
| 埃皮纳勒—贝尔福        | TER  | （起点） | 克塞蒂尼        | 每天4趟左右  |
| 埃皮纳勒—孚日圣迪耶    | TER  | （起点） | 阿尔什          | 每天3~6趟    |
| 1. 2.                  |      |          |                 |              |

## 配套交通

### 城际客运
埃皮纳勒站对应的大巴车上下车地点为埃皮纳勒汽车站（Gare routière），位于车站南侧。
| 停靠埃皮纳勒汽车站的大巴车 |                            |                                                                                                 |
| 上下车地点                 | 运营单位                   | 主要目的地                                                                                      |
| 埃皮纳勒汽车站             | 孚日省城际客运 Livo Vosges | 拉翁莱塔普、朗贝维莱、维泰勒、热拉尔梅、索恩河畔蒙蒂勒、布克西耶尔-欧布瓦、曼斯泰               |
| 埃皮纳勒汽车站             | SNCF                       | 讷沙托、圣迪耶、米尔库 （当某条铁路线施工或罢工时，SNCF可能也会提供途径该线路沿途站点的大巴车） |
| 1. 2. 3.                   |                            |                                                                                                 |

### 市内交通
| 埃皮纳勒站附近的市内公交线路 |                |                                   |
| 公交车站名称                 | 位置           | 停靠线路                          |
| Gare                         | 埃皮纳勒站前方 | 1路、2路、3路、4路、5路、6路、7路 |
| 1.                           |                |                                   |

## 临近车站
| 埃皮纳勒站（Gare d'Épinal）    |                                       |                                                    |
| 上行车站                       | 线路                                  | 下行车站                                           |
| 塔翁站                         | 布兰维尔-达姆勒维耶尔－吕尔铁路       | 克塞蒂尼站                                         |
| （起点）                       | 埃皮纳勒－比桑铁路 （部分路段已关闭） | 阿尔什站↗（阿尔什－圣迪耶铁路） ↘（正线）→普克瑟站 |
| - 本表仅显示运营中的线路及车站 |                                       |                                                    |